# Fake it till you make it
Fake it till you make it (Fingi fino a quando non lo ottieni) è un aforisma inglese secondo il quale, simulando dimestichezza, competenza e ottimismo, un individuo può sviluppare determinate qualità utili nell'arco della vita. Questa tecnica sottolinea il principio della psicologia cognitivo-comportamentale, che permette un cambiamento nel comportamento in una persona. In altre parole, la fiducia che hai in te stesso aiuta te in primis.

## Storia
La frase è stata udita per la prima volta attorno al 1973.
Questo tipo di "consiglio" è stato offerto da una serie di autori durante la storia: 

Thus the sovereign voluntary path to cheerfulness, if our spontaneous cheerfulness be lost, is to sit up cheerfully, to look round cheerfully, and to act and speak as if cheerfulness were already there. If such conduct does not make you soon feel cheerful, nothing else on that occasion can. So to feel brave, act as if we were brave, use all our will to that end, and a courage-fit will very likely replace the fit of fear.»

Pertanto, il percorso sovrano volontario verso l'allegria, se si perde la nostra allegria spontanea, è di sedersi allegramente, di guardarsi attorno allegramente e di agire e parlare come se l'allegria fosse già lì. Se tale condotta non ti fa sentire presto allegro, nient'altro in quell'occasione può farlo. Quindi, per sentirti coraggioso, comportati come se fossimo coraggiosi, usa tutta la nostra volontà a tal fine e un attacco di coraggio molto probabilmente sostituirà quello di paura.»
(William James "The Gospel of Relaxation" da On Vital Reserves (1922))
In un libro di auto aiuto motivazionale, The Secret - Il segreto,  l'autrice enuncia ciò che lei chiama la Legge di attrazione, "fingi come se già lo avessi", o semplicemente "fai finta di", che è un concetto centrale del suo discorso:
(Rhonda Byrne, The Secret - Il segreto (2006))
Negli anni 1920, Alfred Adler sviluppò un approccio terapeutico soprannominato "acting as if". Questa strategia offriva ai suoi pazienti un'opportunità di reagire in maniera differente a comportamenti disfunzionali. Il metodo di Adler è usato tutt'oggi ed è spesso descritto come "role play".